# Elwood (Nebraska)
Elwood é uma vila localizada no estado americano de Nebraska, no Condado de Gosper.

## Demografia
Segundo o censo americano de 2000, a sua população era de 761 habitantes.
Em 2006, foi estimada uma população de 698, um decréscimo de 63 (-8.3%).

## Geografia
De acordo com o United States Census Bureau, a localidade tem uma área de 1,3 km², sem área coberta por água. Elwood localiza-se a aproximadamente 824 m acima do nível do mar.

## Localidades na vizinhança
O diagrama seguinte representa as localidades num raio de 32 km ao redor de Elwood.